# Mofumbo
Mofumbo (Combretum leprosum) é uma árvore brasileira nativa da caatinga, no Nordeste, desde o Piauí até a Bahia, e no Pantanal Matogrossense (nos cerradões e matas semidecíduas).
O nome mofumbo é comum no Nordeste. No Mato Grosso do Sul é conhecida como carne-de-vaca.

## Características
A árvore chega a 15 m de altura, o tronco a 60 cm de diâmetro e sua copa é globosa. Na caatinga e no cerrado seco, seu tamanho é tão pequeno quanto um arbusto.
As folhas, simples, são opostas, com pontuações brancas - daí o nome da espécie - em ambas as faces, nervação levemente saliente.
As inflorescências, em panículas de rácemos terminais e axilares, têm flores ligeiramente amareladas.
O fruto é uma sâmara alada, de cor palha.

## Ecologia
Semidecídua, heliófita, seletiva xerófita, é uma planta pioneira, exclusiva das matas secundárias secas. Sua dispersão é descontínua, mas sua freqüência é elevada. Prefere terrenos argilosos, calcários, bem drenados e férteis.
Floresce de outubro a dezembro e os frutos amadurecem a partir de agosto.
Tem a propriedade de inibir a germinação e o crescimento da vegetação ao seu redor.

## Usos
Suas flores, apícolas, são fonte de alimento para a jandaíra (Melipona subnitida).
Tem uso na medicina popular:
- as raízes são usadas em xarope, infusão ou decocto contra tosse e coqueluche
- as folhas e entrecasca são usadas em infusão como hemostáticas, sudoríficas e calmantes
- suas folhas e frutos são anti-asmáticas
- sua casca é afrodisíaca.

Seu extrato tem efeito vasodilatador e  é usado contra leishmaniose.